# Södra Rönnskär
Södra Rönnskär en ö söder om Finbo i norra Eckerö på Åland. Dess namne Norra Rönnskär finns strax norr om Finbo.
Södra Rönnskär ligger i norra delen av Söderfjärden. Öns area är cirka 50 hektar och dess största längd är 1,5 kilometer i nord-sydlig riktning. Ön har vuxit ihop med den mindre ön Reven längst i söder.